# Comuna Rozsișkî, Hrîstînivka
Rozsișkî (în ucraineană Розсішки) este o comună în raionul Hrîstînivka, regiunea Cerkasî, Ucraina, formată din satele Rozsișkî (reședința) și Veselivka.

## Demografie
Componența lingvistică a comunei Rozsișkî
     Ucraineană (97,54%)
     Rusă (1,18%)
     Alte limbi (0,17%)
Conform recensământului din 2001, majoritatea populației comunei Rozsișkî era vorbitoare de ucraineană (97,54%), existând în minoritate și vorbitori de rusă (1,18%).